# Giacomo Scarpelli
Giacomo Scarpelli (Roma, 23 maggio 1956) è uno storico della filosofia, sceneggiatore, scrittore e disegnatore italiano.

## Biografia
Figlio dello sceneggiatore Furio e fratello maggiore del violoncellista Matteo, ha conseguito il dottorato di ricerca in filosofia all'Università di Firenze con Paolo Rossi e ha compiuto ricerche e studi in Inghilterra e negli Stati Uniti. È membro della Royal Geographical Society e della Linnean Society of London. Insegna storia della filosofia e Storia delle idee all'Università degli Studi di Modena e Reggio Emilia.
Il rapporto tra filosofia, scienza e letteratura è il suo campo d'indagine. Nello specifico, si è occupato di evoluzionismo darwiniano e spiritualismo, della figura di Alfred Russel Wallace e delle origini psicologiche dell'idea monoteista. Inoltre ha compiuto un'analisi degli aspetti dialettici e suggestivamente contraddittori del pensiero di Friedrich Nietzsche. Nell'ambito dell'indagine su cosa accomuni i diversi ambiti della conoscenza, ha svolto confronti e comparazioni tra "ingegno e congegno", cioè tra intelletto naturale e scienza e tecnica e su aspetti nascosti o dimenticati della specie umana. Ha curato opere di Galileo, Campanella, Kant, Charles Darwin, Bergson, Filippo Pananti, e ha tradotto lettere inedite di Robert Louis Stevenson. Viene considerato uno dei principali esperti dell'opera di James George Frazer, inteso come investigatore della filosofia del mito. In ambito cinematografico si è formato alla "scuola" del padre Furio Scarpelli. Come sceneggiatore ha esordito nel 1989 con Tempo di uccidere, diretto da Giuliano Montaldo. Con il copione de Il postino del 1995 (scritto insieme a Massimo Troisi, Anna Pavignano, Michael Radford ed al padre Furio) ha ottenuto la candidatura all'Oscar.
Ha lavorato alla sceneggiatura di tre film diretti da Ettore Scola: Romanzo di un giovane povero (1995), La cena (1998) e Concorrenza sleale (2001). Tra le altre sceneggiature che ha firmato figurano: Testimone a rischio (1996), diretto da Pasquale Pozzessere, Un inverno freddo freddo (1996) e Baciami piccina (2006), entrambi per la regia di Roberto Cimpanelli, il cartone animato Opopomoz (2003), diretto da Enzo D'Alò, N (Io e Napoleone) (2006), regia di Paolo Virzì e Christine Cristina (2009), che segna il debutto dietro la macchina da presa di Stefania Sandrelli. Nel 2011 firma la sceneggiatura di Tormenti - Film disegnato, co-sceneggiato con il padre Furio Scarpelli, che lo ha scritto e interamente illustrato. Dal 2015 è membro dell'European Film Academy (EFA).
Ha inoltre collaborato alle pagine culturali de l'Unità dal 1994 al 2002. Ha pubblicato articoli su la Repubblica, Tempo presente, Kos, Nuovi Argomenti, Il Cannocchiale, Finzioni (mensile del quotidiano Domani), e saggi nella Rivista di filosofia, in Intersezioni e Nuncius. Membro del comitato editoriale della rivista Aperture dal 1996 al 2007, è direttore (responsabile) della rivista Ricerche di Storia Sociale e Religiosa dal 2012 al 2014 (succedendo a Federico Codignola) e publishing editor della rivista "Azimuth - Philosophical Coordinates in Modern and Contemporary Ages" dal 2014. Nel 1998 è stato conduttore del programma Terza Pagina trasmesso su Rai Radio 3.
Al seguito di una ONG nel 1987 ha compiuto un viaggio da La Paz all'Amazzonia, lungo la via degli Yungas, a strapiombo sulle Ande, considerata una delle più pericolose, o forse la più pericolosa al mondo (vedi il suo Diario della Cordigliera, in Tempo presente, n.139, 1992, pp. 56–63); nel 1991 si è spinto lungo il tratto etiopico della Rift Valley. Nel 1992 ha partecipato a una missione paletnologica nel Sahara dell'Università degli Studi di Roma "La Sapienza", guidata da Fabrizio Mori (etnografo) e volta a investigare sulle pitture rupestri preistoriche del Tadrart Acacus in Libia. È stato Fellow del Royal Anthropological Institute of Great Britain and Ireland dal 1991 al 2001.
Nel 2012, al Torino Film Festival ha presentato un documentario dedicato al padre dal titolo Furio Scarpelli. Il racconto prima di tutto, scritto con Francesco Ranieri Martinotti che ne ha curato la regia.  Lo stesso documentario ha ricevuto una nomination al Nastro d'argento 2013 per il migliore documentario sul Cinema.
Nel 2014 è apparso nel documentario Walt Disney e l'Italia - Una storia d'amore in cui ha raccontato aneddoti, impressioni e ricordi su Walt Disney che conobbe personalmente a Los Angeles, da bambino, nel 1965.
Nel 2012 l'editore Gallucci ha pubblicato Estella e Jim nella meravigliosa Isola del Tesoro, un romanzo per ragazzi, che aveva iniziato a scrivere in coppia con il padre Furio Scarpelli che lo ha anche disegnato interamente. Inoltre, il romanzo si è aggiudicato il Primo premio nella sezione 'Scuole elementari' della trentaquattresima edizione del premio Cento.  Tra le altre opere destinate all'infanzia figurano Lisette e la scoperta dei dinosauri (2015), scritto con la moglie Valeria Conti, e Il viaggio di Darwin (2018), entrambi per i tipi di Laterza. Nel 2019 ha pubblicato Precipitazioni abbondanti (Bibi Book), un romanzo investigativo che assume toni di commedia, e l'anno seguente un altro romanzo, L'Arco di Apollo (Einaudi Ragazzi), un'avventura filosofica nell'antica Grecia, con le illustrazioni del padre Furio Scarpelli. Del 2020 è anche Storie di carta, storie di celluloide. La narrazione cinematografica, per le edizioni ETS, con disegni dell'autore e del padre. Del 2021 è Il figlio di Brancaleone (edizioni People), ideale terzo capitolo della saga di Age-Scarpelli-Monicelli, scritto con Marco Tiberi.
È stato presidente della giuria del premio Suso Cecchi D'Amico, edizione 2020.

## Filmografia

### Sceneggiatore
- Uomo di fumo, regia di Giovanni Soldati (2023)
- 65 volte ANAC, regia di Associazione nazionale autori cinematografici – documentario (2017)
- Amaro amore, regia di Francesco Henderson Pepe (2013)
- Furio Scarpelli. Il racconto prima di tutto, regia di Francesco Ranieri Martinotti – documentario (2012)
- Tormenti - Film disegnato, regia di Filiberto Scarpelli (2011)
- La donna della domenica, regia di Giulio Base – miniserie TV (2011)
- Christine Cristina, regia di Stefania Sandrelli (2010)
- I mostri oggi, regia di Enrico Oldoini (2009)
- N (Io e Napoleone), regia di Paolo Virzì (2006)
- La buona battaglia - Don Pietro Pappagallo, regia Gianfranco Albano – film TV (2006)
- Baciami piccina, regia di Roberto Cimpanelli (2006)
- Opopomoz, regia di Enzo D'Alò (2003)
- Francesco, regia di Michele Soavi – film TV (2002)
- Concorrenza sleale, regia di Ettore Scola (2001)
- La cena, regia di Ettore Scola (1998)
- La missione, regia di Maurizio Zaccaro – miniserie TV (1998)
- Testimone a rischio, regia di Pasquale Pozzessere (1997)
- Un inverno freddo freddo, regia di Roberto Cimpanelli (1996)
- Romanzo di un giovane povero, regia di Ettore Scola (1995)
- Il postino, regia di Michael Radford (1994)
- Per amore o per amicizia, regia di Paolo Poeti – film TV (1993)
- Tempo di uccidere, regia di Giuliano Montaldo  (1989)
- Colpo di fulmine, regia di Massimo Scaglione – film TV (1987)

## Opere

### Saggi
- Storia della biologia in Italia, Roma, Theoria 1987
- Il cranio di cristallo. Evoluzione della specie e spiritualismo, Torino, Bollati Boringhieri 1993. ISBN 8833907384
- Il dio solo. Le misteriose origini del monoteismo, Milano, Mondadori, 1997
- Il dio solo. Alle origini del monoteismo, Roma, Storia e Letteratura, 2003
- La scimmia, l'uomo e il superuomo. Nietzsche: evoluzioni e involuzioni, Milano, Mimesis, 2008. ISBN 9788884837196
- Ingegno e Congegno. Sentieri incrociati di filosofia e scienza, Roma, Storia e Letteratura 2011. ISBN 9788863723939
- Il razionalista pagano. Frazer e la filosofia del mito, Milano, Meltemi 2018. ISBN 9788883539053
- (cura con Vallori Rasini) Nel bosco di Psiche. Filosofie della natura umana, Milano, Meltemi 2020.
- Storie di carta, storie di celluloide. La narrazione cinematografica, disegni di Furio e Giacomo Scarpelli, Pisa, ETS 2020.

### Sceneggiature
- (con Furio Scarpelli, Ettore e Silvia Scola), La cena, Roma, Gremese, 1999 (trad. francese di G. Dutter e B. Bauchau, Le dîner, Roma, Gremese 1999).
- (con Furio Scarpelli, Ettore e Silvia Scola) Concorrenza sleale, Milano, Lindau, 2001
- (con Furio Scarpelli, Paolo Virzì e Francesco Bruni) N. Io e Napoleone, Mantova, Casa del Mantegna, 2007
- Furio Scarpelli, Mario Monicelli, Giacomo Scarpelli. Storia meravigliosa di Niccolò Paganini. Un progetto per un film non fatto. Illustrazioni di Furio Scarpelli, Pisa, ETS 2016. ISBN 9788898598458

### Narrativa
- Giacomo Scarpelli, Furio Scarpelli, Estella e Jim nella meravigliosa Isola del Tesoro, illustrazioni di Furio Scarpelli, Roma, Gallucci, 2012.
- Giacomo Scarpelli, Furio Scarpelli, Opopomoz. Una storia magica. Testo e illustrazioni di Giacomo e Furio Scarpelli. Gallucci, 2013.
- Giacomo Scarpelli, Valeria Conti, Lisette e la scoperta dei dinosauri, Illustrazioni di Lucia Scuderi, Bari-Roma, Laterza 2015 (trad. araba "Liza wa iktishaf al-dinasurat", Emirati Arabi, AlFulk 2016).
- Giacomo Scarpelli, Furio Scarpelli (disegni), Il gatto Felics e le sue sette vite, testo di Filiberto Scarpelli. Gallucci, 2016.
- Giacomo Scarpelli, Il viaggio di Darwin, illustrazioni di Maurizio A.C. Quarello, Bari-Roma, Laterza 2018 (trad. francese, Le voyage de Darwin, Paris, Sarbacane, 2019).
- Giacomo Scarpelli, Precipitazioni abbondanti, Salsomaggiore, Bibi Book, 2019.
- Giacomo Scarpelli, L'arco di Apollo. Un'avventura filosofica nell'antica Grecia, illustrazioni di Furio Scarpelli, Torino-Trieste, Einaudi Ragazzi, 2020.
- Giacomo Scarpelli, Marco Tiberi, Il figlio di Brancaleone, illustrazioni di Furio Scarpelli, Busto Arsizio, People, 2021.

## Premi e riconoscimenti
- Oscar Nomination dell'Academy of Motion Picture Arts and Sciences per il film Il postino (1995)
- Nomination della British Academy of Film and Television Arts per il film Il postino (1995)
- Grolla d'oro per il film Romanzo di un giovane povero (1995)
- Ciak d'oro migliore sceneggiatura per il film Testimone a rischio (1997)[16]
- Candidatura al Nastro d'argento per il film La cena (1999)
- Grolla d'oro per il film La cena (1999)
- Nomination dell'European Film Academy per il film Concorrenza sleale (2001)
- Premio Flaiano – Pegaso d'Oro per il film Concorrenza sleale (2001)
- Grolla d'oro per il film La buona battaglia - Don Pietro Pappagallo (2006)
- Premio Flaiano – Pegaso d'Oro per il film La buona battaglia - Don Pietro Pappagallo (2006)
- Premio Cento Letteratura per ragazzi - Estella e Jim nella meravigliosa Isola del Tesoro (romanzo) (2013)
- Nastro d'argento per i 70 anni del premio: 1946-2016 (2017)
- Lavagnino Screenplay Award al XIX Festival Internazionale "A.F. Lavagnino" Musica e Cinema (2019)
- Premio Fontana Liri "Marcello Mastroianni", IX edizione, Centenario della nascita (2024)